# 15499 Cloyd
15499 Cloyd este un asteroid din centura principală de asteroizi.

## Descriere
15499 Cloyd este un asteroid din centura principală de asteroizi. A fost descoperit pe 19 martie 1999 la Stația Anderson Mesa în cadrul programului LONEOS. El prezintă o orbită caracterizată de o semiaxă mare de 3,00 ua, o excentricitate de 0,09 și o înclinație de 10,7° în raport cu ecliptica.